# 細胞生理学

原核細胞の構造

細胞生理学（さいぼうせいりがく / 英：Cell_physiology）は、生理学の1分野である。細胞を生かしておくために細胞内で行われる活動の生物学的な研究を行う。生理学は、生体の機能的な面から研究する。動物細胞、植物細胞、微生物細胞は、構造が異なっていても、機能に類似性がある。

## 原核細胞
原核細胞のDNAは核様体と呼ばれる部分にあり、膜で細胞内の他の部分と隔てられていない。原核細胞にはバクテリアと古細菌の2つのドメインがある。原核細胞は真核細胞よりも細胞小器官が少ない。どちらも細胞膜とリボソーム（タンパク質を合成する構造体で、細胞質内で自由に浮遊している）を持っている。原核細胞に特徴的な2つの特徴は、繊毛（細胞表面にある指のような突起）と鞭毛（運動を助ける糸状の構造）である。

## 真核細胞
真核細胞は内部にDNAがある核を持つ。通常、原核細胞より大きく、多くの細胞小器官を含んでいる。原核細胞と異なる真核細胞の特徴は核であるが、核には、核膜、核小体、クロマチンが含まれる。細胞質では、小胞体（ER）が膜を合成し、その他の代謝活動を行っている。粗面小胞体（リボソームを含む）と滑面小胞体（リボソームを含まない）の2種類がある。ゴルジ体は複数の膜嚢からなり、タンパク質などの物質の産生を担う。リソソームは、エンドサイトーシスとエキソサイトーシスからなる貪食作用によって、酵素を使って物質を分解する構造体である。ミトコンドリアでは、細胞呼吸などの代謝プロセスが行われる。細胞骨格は、細胞の構造を支え、細胞の動きを助ける繊維でできている。

## イオンの膜輸送
イオンは、イオンチャネル、イオンポンプ、膜輸送体（トランスポーターともいう）を介して、細胞膜の内外を移動する。
イオンチャネルでは、イオンは受動輸送され、イオンの濃度勾配に応じて移動する。即ち、細胞膜の内側と外側を比較すると、一方がイオン濃度が高く、他方がイオン濃度が小さい。そうすると、イオン濃度が高い側からイオン濃度が低い側にイオンが移動する。
イオンポンプでは、イオンは能動輸送されるのだが、Na/Kポンプがイオンポンプの典型例である。このイオンポンプは3個のナトリウムイオンを細胞内から細胞外に排出する一方、2個のカリウムイオンを細胞外から細胞内に移動させる。このプロセスで、1個のアデノシン三リン酸（ATP）がアデノシン二リン酸（ADP）とリン酸に分解する。
膜輸送体（トランスポーター）は、イオンチャンネル及びイオンポンプを包含する概念である。